# 莫莱讷岛
莫莱讷岛（法語：Île de Molène，法語發音：[il də mɔlɛn]）是莫莱讷群岛的主要岛屿，也是同名市镇的主要组成部分，位于凱爾特海，科尔桑角以西12千米处。